# Антун Мажуранић
Антун Мажуранић (хрв. Antun Mažuranić; Нови Винодолски, 13. јун 1805 — Загреб, 18. децембар 1888) је био хрватски филолог и књижевни историчар, старији брат познатог књижевника Ивана Мажуранића, као и путописца Матије Мажуранића. Један је од оснивача Матице Илирске.

## Биографија
У родном месту је завршио основно школовање, класичну гимназију у Ријеци, у Загребу је студирао филозофију и право те дипломирао 1830. године на правословном факултету.
Постаје професор у загребачкој гимназији, а од 1848. до 1850. године био је бански повјереник у Хрватском приморју, поново професор у загребачкој гимназији 1850. године, управник гимназије у Ријеци од 1861. до 1868. године. Враћа се у Загреб где је умро 18. јула 1888. године.
Године 1830. упознаје значајне чланове Илириског покрета, Људевита Гаја и Вјекослава Бабукића, и заједно са њима ради на просвећивању хрватског народа. Први је професор загребачке гимназије који предаје о дубровачкој књижевности и то хрватским језиком. Заједно са Месићем и Вебером издаје прву хрватску хрестоматију, где је са примерима приказана историја старе књижевности.
Обелоданио је Винодолски законик 1843. године и приредио за штампу многа издања старих хрватских писаца.
Када је 1848. и 1849. године боравио у Приморју, и сам чакавац, проучио је чакавски говор тако да је 1859. у својој граматици први дао јасне упуте о том наречју. У више наврата помаже у изради речника на хрватском језику. Тако је Дробничев рукописни речник прегледао и допунио италијанским значењем речи.
Једно време је уређивао Даницу Илирску, главно гласило Илирског покрета.
Аутор је књига које се сматрају школским уџбеницима Темељи илирскога и латинскога језика за почетнике (1839, 1842) и Словница херватске за гимназије и реалне школе (1859, 1869).